# قائمة اختبارات
فيما يلي قائمة مرتبة أبجديًا وتصنيفًيا للاختبار البارزة.

## فحوصات علم النفس العيادي
| الاختبار                              | الوصف                             | السنة |
| ------------------------------------- | --------------------------------- | ----- |
| مقياس بيك للاكتئاب                    | يقيس شدة الاكتئاب                 | 1961  |
| DASS (مقاييس الاكتئاب القلق الإجهاد ) | عزل وتحديد جوانب الاضطراب العاطفي | 1965  |

## اختبارات التطوير المعرفي
| الاختبار                           | الوصف                                  | السنة |
| ---------------------------------- | -------------------------------------- | ----- |
| اختبار رسم شخص                     | اختبار الإسقاط النفسي للأطفال          | 1926  |
| Knox Cubes                         | اختبار الذكاء غير اللفظي               | 1913  |
| اختبار الكفاءة اللغوية الحديثة     | اختبار اللغة الأجنبية                  |       |
| متعدد الاختيارات                   | تحديد أفضل إجابة ممكنة من قائمة خيارت. | 1915  |
| Pimsleur Language Aptitude Battery | إجادة اللغة الأجنبية.                  | 1966  |
| Porteus Maze Test                  | يقيس القدرة على التخطيط النفسي.        | 1914  |

## اختبارات الذكاء
- كتلة كوهس
- اختبارات وودك جونسون للقدرات الإدراكية
- البطارية متعددة الأبعاد الموهبة II
- مقياس ليتر الدولي للأداء
- اختبار ميلر للنظائر
- اختبار قدرة مدرسة أوتيس لينون
- مصفوفات ريفن المتتابعة
- اختبار الذكاء في ستانفورد بينيت
- نظرية ذات الأبعاد الثلاثية في الذكاء
- اختبار تورنغ
- مقياس وكسلر لذكاء البالغين
- مقياس وكسلر لذكاء الأطفال
- مقياس وكسلر الأولي وما قبل المدرسي للذكاء
- اختبار وندرليك

## اختبارات طبية
| الاختبار                                  | الوصف                                                                                    | السنة |
| ----------------------------------------- | ---------------------------------------------------------------------------------------- | ----- |
| حرز أبغار                                 | يلخص بسرعة صحة الأطفال حديثي الولادة.                                                    | 1952  |
| خزعة                                      | أخذ عينة من الخلية أو النسيج بغرض الفحص.                                                 | ?     |
| تحليل الدم                                | اختبار معمل عينة الدم.                                                                   | ?     |
| اختبار الحمض النووي                       | التشخيص الوراثي لنقاط الضعف للأمراض الموروثة وأكثر من ذلك.                               | ?     |
| مقياس تصنيف تشوه المشية                   | تحليل يستند إلى شريط فيديو من 16 جانب من مشية الإنسان.                                   | 1996  |
| اختبار تحمل الجلوكوز                      | 1923                                                                                     |       |
| اختبار إيشيهارا                           | اختبار إدراك اللون لأوجه قصور اللون الأحمر والأخضر.                                      | 1917  |
| اختبارات وظائف الكبد                      | مجموعات من اختبارات الدم التي تقدم معلومات عن حالة كبد المريض                            | N/A   |
| بزل قطني                                  | جمع السائل النخاعي (CSF) لتأكيد أو استبعاد الحالة المرضية                                | 1891  |
| اختبار مانتو                              | أداة فحص السل.                                                                           | 1890  |
| لطاخة بابانيكولاو                         | فحص عنق الرحم يستخدم للكشف عن عمليات ما قبل السرطانية والسرطانية في قناة باطن عنق الرحم. | ?     |
| RAST test (اختبار الممتز الأرجي الإشعاعي) | فحص الدم يستخدم لتحديد المواد التي تسبب الحساسية.                                        | 1974  |
| اختبار أولينهوث                           | اختبار الطب الشرعي لتحديد أنواع عينة الدم                                                | 1901  |
| فحص الزفير باليوريا                       | إجراء تشخيصي سريع يستخدم لتحديد العدوى بواسطة هيليكوباكتر بيلوري.                        | ?     |
| اختبار فاسرمان                            | اختبار الأجسام المضادة لمرض الزهري                                                       | ?     |

## اختبارات الذات
| الاختبار       | الوصف                                                              | السنة |
| -------------- | ------------------------------------------------------------------ | ----- |
| اختبار المرآة  | يحدد ما إذا كان حيوان غير بشري يمتلك القدرة على التعرف على الذات   | 1970  |
| اختبار سالي-آن | يقيس قدرة الشخص المعرفية الاجتماعية على عزو معتقدات خاطئة للآخرين. | 1985  |